# Natació sincronitzada al Campionat del Món de natació de 1973
La competició de natació sincronitzada al Campionat del Món de natació de 1973 es realitzà a les Piscines Tašmajdan de Belgrad (República Federal Socialista de Iugoslàvia).

## Resum de medalles
| Event  | Or | Or      | Plata | Plata   | Bronze                                                                                | Bronze  |
| Solo   | Teresa Andersen (USA) | 120.460 | Jojo Carrier (CAN) | 112.534 | Junko Hasumi (JPN)                                                                    | 104.830 |
| Duet   | Estats UnitsTeresa Andersen · Gail Johnson                                                                                                 | 118.391 | CanadàJojo Carrier · Madeleine Ramsay                                                                                                   | 112.917 | JapóMasako Fujiwara · Yasuko Fujiwara                                                 | 109.702 |
| Equips | Estats UnitsTeresa Anderson · Susan Barros · Robin Curren · Jackie Douglas · Gail Johnson · Dance Moore · Amanda Norrish · Suzanne Randell | 117.617 | CanadàMichelle Calkins · Frances Hambrook · Debbie Humphrey · Lorraine Nicholl · Gail Page · Carol Stuart · Susan Thomas · Laura Wilkin | 112.918 | JapóMasako Fujiwara · Yasuko Fujiwara · Junko Hasumi · Yasuko Unesaki · — · — · — · — | 107.311 |

## Medaller
| Posició | País         | Or | Plata | Bronze | Total |
| 1       | Estats Units | 3  | 0     | 0      | 3     |
| 2       | Canadà       | 0  | 3     | 0      | 3     |
| 3       | Japó         | 0  | 0     | 3      | 3     |
| Total   | Total        | 3  | 3     | 3      | 9     |